# Evander Kane
Evander Frank Kane, född 2 augusti 1991 i Vancouver, British Columbia, är en kanadensisk professionell ishockeyspelare som spelar för Edmonton Oilers i NHL.
Han har tidigare spelat på NHL-nivå för Buffalo Sabres, Winnipeg Jets, Atlanta Thrashers och San Jose Sharks och på lägre nivåer för HK Dinamo Minsk i KHL och Vancouver Giants i WHL.

## Klubbkarriär

### Atlanta Thrashers/Winnipeg Jets
Kane draftades i första rundan i 2009 års draft av Atlanta Thrashers som fjärde spelare totalt.
Han debuterade i NHL den 3 oktober 2009 och gjorde en assist i sin första match mot Tampa Bay Lightning.

### Buffalo Sabres
Den 11 februari 2015 skickade Jets iväg Kane, Zach Bogosian och Jason Kasdorf till Buffalo Sabres i utbyte mot Tyler Myers, Drew Stafford, Joel Armia, Brendan Lemieux och ett draftval i första rundan 2015 (Jack Roslovic).

### San Jose Sharks
På tradefönstrets sista dag, 26 februari 2018, skickade Sabres Kane till San Jose Sharks i utbyte mot Dan O'Regan, ett villkorligt draftval i första rundan 2019 och ett draftval i fjärde rundan 2020. Det villkorliga draftvalet skulle bli till ett val i andra rundan om Kane inte skrev på ett nytt kontrakt med Sharks före free agent-fönstret börjar, 1 juli 2018.
Den 24 maj skrev dock Kane på ett sjuårskontrakt med Sharks till ett värde av 49 miljoner dollar, och således fick Buffalo Sabres ett draftval i första rundan 2019 av Sharks.

### Edmonton Oilers
I januari 2022 skrev Kane på ett ettårskontrakt med Edmonton Oilers. I juli 2022 förlängdes kontraktet med fyra år.

## Statistik
| 2006–2007  | Greater Vancouver Canadians | BC MML     | 30  | 22  | 32  | 54  | 150 | —  | — | —  | —  | —  |
|            | Vancouver Giants            | WHL        | 8   | 1   | 0   | 1   | 11  | 5  | 0 | 0  | 0  | 0  |
| 2007–2008  | Vancouver Giants            | WHL        | 65  | 24  | 17  | 41  | 66  | 10 | 1 | 2  | 3  | 8  |
| 2008–2009  | Vancouver Giants            | WHL        | 61  | 48  | 48  | 96  | 89  | 17 | 7 | 8  | 15 | 45 |
| 2009–2010  | Atlanta Thrashers           | NHL        | 64  | 14  | 12  | 26  | 62  | —  | — | —  | —  | —  |
| 2010–2011  | Atlanta Thrashers           | NHL        | 73  | 19  | 24  | 43  | 68  | —  | — | —  | —  | —  |
| 2011–2012  | Winnipeg Jets               | NHL        | 74  | 30  | 27  | 57  | 53  | —  | — | —  | —  | —  |
| 2012–2013  | Winnipeg Jets               | NHL        | 48  | 17  | 16  | 33  | 80  | —  | — | —  | —  | —  |
|            | HK Dinamo Minsk             | KHL        | 12  | 1   | 1   | 2   | 47  | —  | — | —  | —  | —  |
| 2013–2014  | Winnipeg Jets               | NHL        | 63  | 19  | 22  | 41  | 66  | —  | — | —  | —  | —  |
| 2014–2015  | Winnipeg Jets               | NHL        | 37  | 10  | 12  | 22  | 56  | —  | — | —  | —  | —  |
| 2015–2016  | Buffalo Sabres              | NHL        | 65  | 20  | 15  | 35  | 91  | —  | — | —  | —  | —  |
| 2016–2017  | Buffalo Sabres              | NHL        | 70  | 28  | 15  | 43  | 113 | —  | — | —  | —  | —  |
| 2017–2018  | Buffalo Sabres              | NHL        | 61  | 20  | 20  | 40  | 57  | —  | — | —  | —  | —  |
| 2017–2018  | San Jose Sharks             | NHL        | 17  | 9   | 5   | 14  | 25  | 9  | 4 | 1  | 5  | 23 |
| 2018–2019  | San Jose Sharks             | NHL        | —   | —   | —   | —   | —   | —  | — | —  | —  | —  |
| NHL totalt | NHL totalt                  | NHL totalt | 574 | 186 | 168 | 354 | 671 | 9  | 4 | 1  | 5  | 23 |
| KHL totalt | KHL totalt                  | KHL totalt | 12  | 1   | 1   | 2   | 47  | —  | — | —  | —  | —  |
| WHL totalt | WHL totalt                  | WHL totalt | 134 | 73  | 65  | 138 | 166 | 32 | 8 | 10 | 18 | 53 |

## Meriter
- Memorial Cup 2007
- Jim Piggott Memorial Trophy, nominerad till årets bästa rookie, 2008
- West First All-Star Team 2009